# Garden – A World Model
Garden – A World Model és una obra d'art de Öyvind Fahlström que actualment forma part de la col·lecció permanent del Museu d'Art Contemporani de Barcelona (MACBA). Garden – A World Model (i el seu estudi preparatori Study for World Model (Garden)), que forma part de les anomenades «pintures variables», és una síntesi d'aquest univers. Concebuda com un jardí exuberant i presentada com un tableau environmental, l'obra correspon al seu últim període.
Dins d'una cambra verda l'artista hi situa una superfície també de color verd. Si en altres obres utilitzava imans que subjectaven elements pictòrics independents, en aquesta ocasió crea una estructura aèria amb testos de flors i varetes de fusta. A la superfície de les flors, Fahlström hi desplega un relat visual que segueix l'estètica del còmic i que aporta nombroses dades econòmiques i polítiques.

## Autor
Öyvind Fahlström (São Paulo, 1928 – Estocolm, 1976) fou un artista brasiler, nacionalitzat suec. Reivindicat per l'ús d'imatges de la cultura de masses i de codis propis del còmic underground com un dels artistes referents de l'art pop, l'obra de Fahlström té, de fet, un fort component conceptual que el distancia d'aquest moviment. L'obra d'aquest artista, nascut al Brasil i de pares nòrdics, traspua una dura crítica al capitalisme i un profund sentit de l'ètica social.

## Descripció

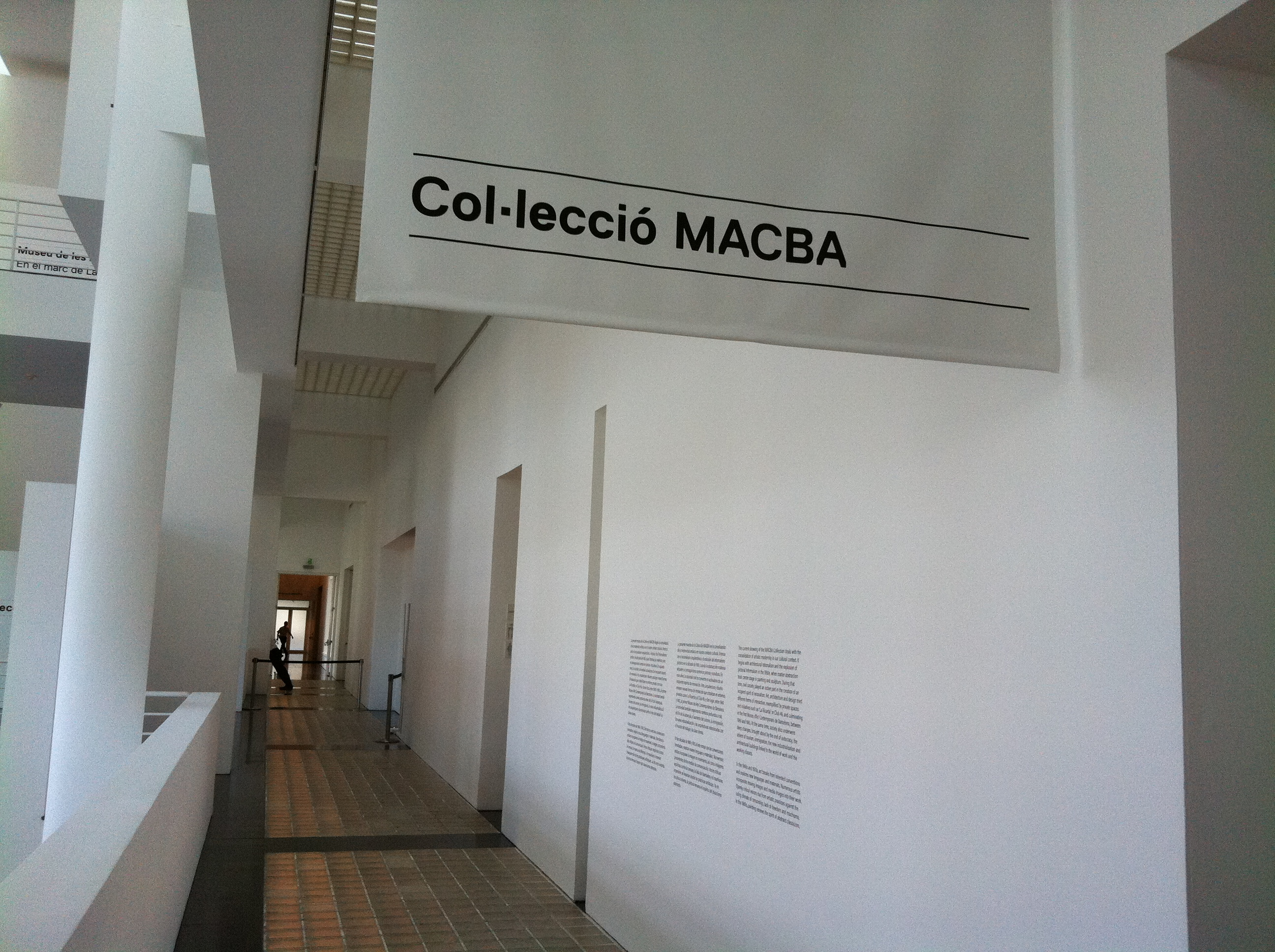
El Museu d'Art Contemporani de Barcelona, on es conserva l'obra

Com en les pintures parlants de la tradició retòrica, la naturalesa parla i ho fa en el llenguatge volàtil i flotant de la informació: amb un mapamundi de dibuixos, textos i dades atapeït i organitzat en compartiments. La loquacitat comunicativa de les plantes evoca un món corrupte, contaminat i irracional. L'obra s'ha comparat amb El jardí de les delícies del Bosch, on el deliri artificial ha triomfat en un lloc suposadament dedicat a la natura.
Prenent com a referents formes d'escriptura d'autors com Antonin Artaud i William Burroughs, Fahlström proposa una lògica del laberint amb unes regles que cada receptor ha de fixar. En línia amb la idea del mapa medieval, l'artista planteja una doble lectura: si bé el llenguatge visual del pop permet una aproximació immediata, les diverses referències geopolítiques i les elaborades connexions van adreçades a un públic més reduït.